# 11 شعبان
- السبت
- الأحد
- الاثنين
- الثلاثاء
- الأربعاء
- الخميس
- الجمعة

- 2525 يناير 2025
- 2626 يناير 2025
- 2727 يناير 2025
- 2828 يناير 2025
- 2929 يناير 2025
- 3030 يناير 2025
- 131 يناير 2025
- 21 فبراير 2025
- 32 فبراير 2025
- 43 فبراير 2025
- 54 فبراير 2025
- 65 فبراير 2025
- 76 فبراير 2025
- 87 فبراير 2025
- 98 فبراير 2025
- 109 فبراير 2025
- 1110 فبراير 2025
- 1211 فبراير 2025
- 1312 فبراير 2025
- 1413 فبراير 2025
- 1514 فبراير 2025
- 1615 فبراير 2025
- 1716 فبراير 2025
- 1817 فبراير 2025
- 1918 فبراير 2025
- 2019 فبراير 2025
- 2120 فبراير 2025
- 2221 فبراير 2025
- 2322 فبراير 2025
- 2423 فبراير 2025
- 2524 فبراير 2025
- 2625 فبراير 2025
- 2726 فبراير 2025
- 2827 فبراير 2025
- 2928 فبراير 2025

11 شعبان أو 11 شعبان المُعَظّم أو يوم 11 \ 8 (اليوم الحادي عشر من الشهر الثامن) هو اليوم الثامن عشر بعد المائتين (218) من أيَّام السنة (أو التاسع عشر بعد المائتين لو كان شهر جمادى الآخرة مُتممًا لليوم الثلاثين أو العُشرون بعد المائتين لو أتم كلًا من صفر وربيع الآخر وجمادى الآخرة ثلاثين يومًا) وفق التقويم الهجري القمري (العربي). يبقى بعده 136 أو 137 يومًا لانتهاء السنة.

## أحداث
- 12 هـ - نشوب معركة الخنافس بين المسلمين بقيادة عروة بن الجعد البارقي، ونصارى العرب أثناء الفتح الإسلامي للعراق، وقد انتصر المسلمون في هذه المعركة.
- 600 هـ - الحملة الصليبية الرابعة تجتاح القسطنطينية.
- 967 هـ - الأسطول الإسباني الضخم المكوَّن من 200 سفينة و30 ألف جندي يستولي على جزيرة جربة التونسية وقلعتها بعد انسحاب الحامية العثمانية منها التي تقدر بألف رجل.
- 1222 هـ - توقيع معاهدة دمنهور بين محمد علي باشا والي مصر والبريطانيين، وتم بمقتضاها جلاء حملة فريزر عن مصر بعد فشلها في تحقيق أغراضها، وإصابتها بهزيمة فادحة.
- 1293 هـ - خلع السلطان العثماني مراد الخامس لإصابته بمرض عقلي، وتنصيب عبد الحميد بن عبد المجيد الأول خلفًا له تحت اسم السلطان عبد الحميد الثاني.
- 1359 هـ - القوات الإيطالية الفاشية تغزو مصر وذلك أثناء الحرب العالمية الثانية.
- 1365 هـ - صدور العدد الأخير من مجلة «العهد الجديد» الماركسية في مصر، التي كانت تصدر نصف شهرية، ثم أصبحت أسبوعية. وشارك فيها «عبد الرحمن الشرقاوي» و«نعمان عاشور».
- 1375 هـ -
  - استقلال باكستان بفضل جهود محمد علي جناح والذي يعتبر مؤسس جمهورية باكستان.
  - أمين العام الحزب الحر الدستوري الجديد صالح بن يوسف يعود إلى تونس ليعلن معارضته لاتفاقيات الاستقلال الداخلي الموقع عليها في نفس العام، وانشق الحزب بذلك إلى شقين وتحول الصراع بينهما إلى مصادمات واغتيالات.
- 1381 هـ -
  - تشكيل أول حكومة في الكويت وذلك بعد انتخابات المجلس التأسيسي، وكانت الحكومة برئاسة أمير الكويت الشيخ عبد الله السالم الصباح.
  - انعقاد أول مؤتمر قمة عربي في القاهرة.
- 1411 هـ -
  - الرئيس العراقي صدام حسين يعلن من على راديو بغداد انسحاب القوات العراقية من الكويت، ويكون بذلك بداية نهاية حرب الخليج الثانية
  - أمير دولة الكويت الشيخ جابر الأحمد الصباح يصدر مرسوم أميري يعلن فيه الأحكام العرفية في جميع أنحاء الكويت ابتداءً من تاريخه ولغايه ثلاثة شهور، ويعين الشيخ سعد العبد الله الصباح حاكمًا عرفيًا وذلك بعد تحرير الكويت من الغزو العراقي.
  - مجموعة من صواريخ سكود تصيب ثكنات للجيش الأمريكي في مدينة الظهران في المملكة العربية السعودية وتقتل 29 جنديًا أمريكيًا وتصيب 99 آخرين.
- 1430 هـ - الحكم على نائب رئيس الوزراء العراقي الأسبق طارق عزيز بالسجن سبع سنوات لدوره في التهجير القسري للأكراد أثناء فترة حكم الرئيس صدام حسين.
- 1433 هـ - الرئيس المصري المنتخب محمد مرسي يؤدي اليمين الدستورية أمام المحكمة الدستورية العليا ويتسلم رسميًا مهامه الرئاسية من المجلس الأعلى للقوات المسلحة الذي تولى إدارة البلاد منذ تنحي الرئيس السابق محمد حسني مبارك عن الحكم.
- 1436 هـ - تفجير انتحاري في مسجد بحي العنود في مدينة الدمام السعودية يخلف 4 قتلى.

## مواليد
- 33هـ - علي الأكبر بن الحسين بن علي، ابن الحسين بن علي.
- 1295 هـ - محمد مأمون الشناوي، الإمام السابع والعشرون في سلسلة مشايخ الجامع الأزهر.
- 1386 هـ - سوزان نجم الدين، ممثلة سورية.
- 1393 هـ - خميس العويران، لاعب كرة قدم سعودي.
- 1396 هـ - حسن العتيبي، لاعب كرة قدم سعودي.
- 1397 هـ -
  - أحمد الدمرداش، ممثل مصري.
  - سلاف فواخرجي، ممثلة سورية.

## وفيات
- 1313 هـ - علي الليثي، شاعر مصري.
- 1316 هـ -
  - شربل مخلوف، قديس لبناني.
  - يوحنا بطرس الحاج، البطريرك الماروني الحادي والسبعون.
- 1347 هـ - عطاء الخطيب، عالم مسلم وصحفي وشاعر عراقي.
- 1391هـ - مهرنوش إبراهيمي، بارتيزانة شيوعية إيرانية.
- 1404 هـ - عبد الرزاق نوفل، كاتب وعالم مسلم مصري.
- 1410 هـ - روحيه خالد، ممثلة مصرية.
- 1419 هـ - عائشة عبد الرحمن، مفكرة وكاتبة وأستاذة جامعية وباحثة مصرية.
- 1428 هـ - عبد الرحمن عارف، رئيس العراق الأسبق.
- 1430 هـ - شفيق الحوت، سياسي وكاتب فلسطيني.
- 1432 هـ - أحمد والي كرزاي، سياسي أفغاني.
- 1442 هـ - حمدان بن راشد آل مكتوم، سياسي إماراتي.

## وصلات خارجية
- موقع قصة الإسلام: حدث في شهر شعبان.